# Pegomya cunicularia
Pegomya cunicularia es una especie de díptero del género Pegomya, tribu Pegomyini, familia Anthomyiidae. Fue descrita científicamente por Rondani en 1866.
Se distribuye desde Escandinavia hasta las islas Canarias y desde el Reino Unido hasta Rusia. Se le considera una plaga que afecta gravemente cultivos de espinaca y remolacha.